# 卢西亚娜·桑托斯
卢西亚娜·巴尔博萨·德·奥利维拉·桑托斯（葡萄牙語：Luciana Barbosa de Oliveira Santos；1965年12月29日—），巴西政治家、工程师，现任巴西科学、技术和创新部部长和巴西共产党全国主席，曾任伯南布哥州议员、奥林达市长、伯南布哥州科学技术国务秘书、联邦众议员、伯南布哥州副州长。她出生于累西腓，毕业于伯南布哥联邦大学电气工程专业。